# 7e étape du Tour de France 1998
Pour un article plus général, voir Tour de France 1998.
La septième étape du Tour de France a eu lieu le 18 juillet 1998 entre Meyrignac-l'Église et Corrèze avec 58 km de course disputés contre-la-montre.

## Parcours
Dans le massif des Monédières, le parcours constitue presque une boucle en partant de Meyrignac-l'Église (km 0) - Saint-Augustin (km 3) - Carrefour D26-D44 (km 10) - Madranges (km 13) - Chauzeix (km 16.5) - Freysselines (km 19) - Chaumeil (km 23) - Côte des Bournas, 3e cat. pour le Grand prix de la montagne, (km 34) - Sarran (km 38, ravitaillement) - Carrefour D142-D1426 (km 40.5) - Carrefour D142-D135 (km 42.5) - Carrefour D135-D1359 (km 44) - Vitrac-sur-Montane (km 45.5) pour arriver à Corrèze (km 58). 

## Récit
Cette étape est marquée par l'exclusion de l'ensemble des coureurs de l'équipe Festina (voir affaire Festina).
Du côté de la course, le grand favori du Tour Jan Ullrich assume son statut en remportant haut la main ce contre-la-montre et en prenant le Maillot jaune avant même la première étape de montagne. Il devance le surprenant Américain Tyler Hamilton qui était alors un coureur méconnu.
Déception pour Bjarne Riis, 22e à 3 min 44 s et dans une moindre mesure pour Abraham Olano, 6e à 2 min 13 s.

## Classement de l'étape
| \| Classement de l'étape \| Classement de l'étape \| Classement de l'étape \| Classement de l'étape \| Classement de l'étape \| \| Coureur \| Coureur \| Pays \| Équipe \| Temps \| \| --------------------- \| --------------------- \| --------------------- \| ------------------------------- \| --------------------- \| \| 1er \| Jan Ullrich \| Allemagne \| Deutsche Telekom \| 1 h 15 min 25 s \| \| 2e \| Tyler Hamilton \| États-Unis \| US Postal Service \| + 1 min 10 s \| \| 3e \| Bobby Julich \| États-Unis \| Cofidis-Le Crédit par Téléphone \| + 1 min 18 s \| \| 4e \| Laurent Jalabert \| France \| ONCE \| + 1 min 24 s \| \| 5e \| Viatcheslav Ekimov \| Russie \| US Postal Service \| + 1 min 40 s \| \| 6e \| Abraham Olano \| Espagne \| Banesto \| + 2 min 13 s \| \| 7e \| Evgueni Berzin \| Russie \| La Française des jeux \| + 2 min 21 s \| \| 8e \| Francesco Casagrande \| Italie \| Cofidis-Le Crédit par Téléphone \| + 2 min 22 s \| \| 9e \| Stéphane Heulot \| France \| La Française des jeux \| + 2 min 22 s \| \| 10e \| Bo Hamburger \| Danemark \| Casino \| + 2 min 29 s \| |                      |            |                                 |                 |
| |                      |            |                                 |                 |
| |                      |            |                                 |                 |
| Classement de l'étape |                      |            |                                 |                 |
| Coureur | Coureur              | Pays       | Équipe                          | Temps           |
| 1er | Jan Ullrich          | Allemagne  | Deutsche Telekom                | 1 h 15 min 25 s |
| 2e | Tyler Hamilton       | États-Unis | US Postal Service               | + 1 min 10 s    |
| 3e | Bobby Julich         | États-Unis | Cofidis-Le Crédit par Téléphone | + 1 min 18 s    |
| 4e | Laurent Jalabert     | France     | ONCE                            | + 1 min 24 s    |
| 5e | Viatcheslav Ekimov   | Russie     | US Postal Service               | + 1 min 40 s    |
| 6e | Abraham Olano        | Espagne    | Banesto                         | + 2 min 13 s    |
| 7e | Evgueni Berzin       | Russie     | La Française des jeux           | + 2 min 21 s    |
| 8e | Francesco Casagrande | Italie     | Cofidis-Le Crédit par Téléphone | + 2 min 22 s    |
| 9e | Stéphane Heulot      | France     | La Française des jeux           | + 2 min 22 s    |
| 10e | Bo Hamburger         | Danemark   | Casino                          | + 2 min 29 s    |

## Classement général
Le contre-la-montre disputé ce jour entraine de nombreux changements au classement général. Le vainqueur de l'étape l'Allemand Jan Ullrich (Deutsche Telekom) s'empare du maillot jaune de leader du classement. Il devance le Danois Bo Hamburger (Casino) qui a bien résister pour rester sur le podium provisoire à une minute et 18 secondes. L'Américain Bobby Julich (Cofidis-Le Crédit par Téléphone), troisième de l'étape, est également troisième du classement général dans le même temps qu'Hamburger. L'ancien leader, l'Australien Stuart O'Grady (Gan) se retrouve huitième du classement.
| \| Classement général \| Classement général \| Classement général \| Classement général \| Classement général \| \| Coureur \| Coureur \| Pays \| Équipe \| Temps \| \| ------------------ \| -------------------------- \| ------------------ \| ------------------------------- \| ------------------ \| \| 1er \| Jan Ullrich \| Allemagne \| Deutsche Telekom \| 31 h 24 min 37 s \| \| 2e \| Bo Hamburger \| Danemark \| Casino \| + 1 min 18 s \| \| 3e \| Bobby Julich \| États-Unis \| Cofidis-Le Crédit par Téléphone \| + 1 min 18 s \| \| 4e \| Laurent Jalabert \| France \| ONCE \| + 1 min 24 s \| \| 5e \| Tyler Hamilton \| États-Unis \| US Postal Service \| + 1 min 30 s \| \| 6e \| Viatcheslav Ekimov \| Russie \| US Postal Service \| + 1 min 46 s \| \| 7e \| José Vicente García Acosta \| Espagne \| Banesto \| + 1 min 50 s \| \| 8e \| Stuart O'Grady \| Australie \| Gan \| + 1 min 53 s \| \| 9e \| Abraham Olano \| Espagne \| Banesto \| + 2 min 12 s \| \| 10e \| Jens Heppner \| Allemagne \| Deutsche Telekom \| + 2 min 17 s \| |                            |            |                                 |                  |
| |                            |            |                                 |                  |
| |                            |            |                                 |                  |
| Classement général |                            |            |                                 |                  |
| Coureur | Coureur                    | Pays       | Équipe                          | Temps            |
| 1er | Jan Ullrich                | Allemagne  | Deutsche Telekom                | 31 h 24 min 37 s |
| 2e | Bo Hamburger               | Danemark   | Casino                          | + 1 min 18 s     |
| 3e | Bobby Julich               | États-Unis | Cofidis-Le Crédit par Téléphone | + 1 min 18 s     |
| 4e | Laurent Jalabert           | France     | ONCE                            | + 1 min 24 s     |
| 5e | Tyler Hamilton             | États-Unis | US Postal Service               | + 1 min 30 s     |
| 6e | Viatcheslav Ekimov         | Russie     | US Postal Service               | + 1 min 46 s     |
| 7e | José Vicente García Acosta | Espagne    | Banesto                         | + 1 min 50 s     |
| 8e | Stuart O'Grady             | Australie  | Gan                             | + 1 min 53 s     |
| 9e | Abraham Olano              | Espagne    | Banesto                         | + 2 min 12 s     |
| 10e | Jens Heppner               | Allemagne  | Deutsche Telekom                | + 2 min 17 s     |

## Classements annexes
| Classement par points | Classement par points | Classement par points | Classement par points          | Classement par points |
| Coureur               | Coureur               | Pays                  | Équipe                         | Points                |
| --------------------- | --------------------- | --------------------- | ------------------------------ | --------------------- |
| 1er                   | Erik Zabel            | Allemagne             | Deutsche Telekom               | 151 pts               |
| 2e                    | Ján Svorada           | Tchéquie              | Mapei-Bricobi                  | 137 pts               |
| 3e                    | Frédéric Moncassin    | France                | Gan                            | 126 pts               |
| 4e                    | Tom Steels            | Belgique              | Mapei-Bricobi                  | 107 pts               |
| 5e                    | Nicola Minali         | Italie                | Riso Scotti-MG Boys Maglificio | 106 pts               |

| Classement par points | Classement par points | Classement par points | Classement par points          | Classement par points |
| Coureur               | Coureur               | Pays                  | Équipe                         | Points                |
| --------------------- | --------------------- | --------------------- | ------------------------------ | --------------------- |
| 1er                   | Erik Zabel            | Allemagne             | Deutsche Telekom               | 151 pts               |
| 2e                    | Ján Svorada           | Tchéquie              | Mapei-Bricobi                  | 137 pts               |
| 3e                    | Frédéric Moncassin    | France                | Gan                            | 126 pts               |
| 4e                    | Tom Steels            | Belgique              | Mapei-Bricobi                  | 107 pts               |
| 5e                    | Nicola Minali         | Italie                | Riso Scotti-MG Boys Maglificio | 106 pts               |

| Classement de la montagne | Classement de la montagne | Classement de la montagne | Classement de la montagne | Classement de la montagne |
| Coureur                   | Coureur                   | Pays                      | Équipe                    | Points                    |
| ------------------------- | ------------------------- | ------------------------- | ------------------------- | ------------------------- |
| 1er                       | Stefano Zanini            | Italie                    | Mapei-Bricobi             | 16 pts                    |
| 2e                        | Jens Voigt                | Allemagne                 | Gan                       | 13 pts                    |
| 3e                        | Christophe Agnolutto      | France                    | Casino                    | 12 pts                    |
| 4e                        | Alberto Elli              | Italie                    | Casino                    | 12 pts                    |
| 5e                        | Tyler Hamilton            | États-Unis                | US Postal Service         | 10 pts                    |

| Classement de la montagne | Classement de la montagne | Classement de la montagne | Classement de la montagne | Classement de la montagne |
| Coureur                   | Coureur                   | Pays                      | Équipe                    | Points                    |
| ------------------------- | ------------------------- | ------------------------- | ------------------------- | ------------------------- |
| 1er                       | Stefano Zanini            | Italie                    | Mapei-Bricobi             | 16 pts                    |
| 2e                        | Jens Voigt                | Allemagne                 | Gan                       | 13 pts                    |
| 3e                        | Christophe Agnolutto      | France                    | Casino                    | 12 pts                    |
| 4e                        | Alberto Elli              | Italie                    | Casino                    | 12 pts                    |
| 5e                        | Tyler Hamilton            | États-Unis                | US Postal Service         | 10 pts                    |

| Classement du meilleur jeune | Classement du meilleur jeune | Classement du meilleur jeune | Classement du meilleur jeune | Classement du meilleur jeune |
| Coureur                      | Coureur                      | Pays                         | Équipe                       | Temps                        |
| ---------------------------- | ---------------------------- | ---------------------------- | ---------------------------- | ---------------------------- |
| 1er                          | Jan Ullrich                  | Allemagne                    | Deutsche Telekom             | 31 h 24 min 37 s             |
| 2e                           | Stuart O'Grady               | Australie                    | Gan                          | + 1 min 53 s                 |
| 3e                           | George Hincapie              | États-Unis                   | US Postal Service            | + 3 min 53 s                 |
| 4e                           | Santos González              | Espagne                      | Kelme-Costa Blanca           | + 4 min 36 s                 |
| 5e                           | Luis Pérez Rodríguez         | Espagne                      | ONCE                         | + 4 min 37 s                 |

| Classement du meilleur jeune | Classement du meilleur jeune | Classement du meilleur jeune | Classement du meilleur jeune | Classement du meilleur jeune |
| Coureur                      | Coureur                      | Pays                         | Équipe                       | Temps                        |
| ---------------------------- | ---------------------------- | ---------------------------- | ---------------------------- | ---------------------------- |
| 1er                          | Jan Ullrich                  | Allemagne                    | Deutsche Telekom             | 31 h 24 min 37 s             |
| 2e                           | Stuart O'Grady               | Australie                    | Gan                          | + 1 min 53 s                 |
| 3e                           | George Hincapie              | États-Unis                   | US Postal Service            | + 3 min 53 s                 |
| 4e                           | Santos González              | Espagne                      | Kelme-Costa Blanca           | + 4 min 36 s                 |
| 5e                           | Luis Pérez Rodríguez         | Espagne                      | ONCE                         | + 4 min 37 s                 |

| Classement par équipes | Classement par équipes          | Classement par équipes | Classement par équipes |
| Équipe                 | Équipe                          | Pays                   | Temps                  |
| ---------------------- | ------------------------------- | ---------------------- | ---------------------- |
| 1re                    | Deutsche Telekom                | Allemagne              | 94 h 19 min 44 s       |
| 2e                     | US Postal Service               | États-Unis             | + 20 s                 |
| 3e                     | Cofidis-Le Crédit par Téléphone | France                 | + 23 s                 |
| 4e                     | Banesto                         | Espagne                | + 1 min 48 s           |
| 5e                     | ONCE                            | Espagne                | + 2 min 29 s           |

| Classement par équipes | Classement par équipes          | Classement par équipes | Classement par équipes |
| Équipe                 | Équipe                          | Pays                   | Temps                  |
| ---------------------- | ------------------------------- | ---------------------- | ---------------------- |
| 1re                    | Deutsche Telekom                | Allemagne              | 94 h 19 min 44 s       |
| 2e                     | US Postal Service               | États-Unis             | + 20 s                 |
| 3e                     | Cofidis-Le Crédit par Téléphone | France                 | + 23 s                 |
| 4e                     | Banesto                         | Espagne                | + 1 min 48 s           |
| 5e                     | ONCE                            | Espagne                | + 2 min 29 s           |

## Abandons
Richard Virenque (exclu)
Laurent Brochard (exclu)
Laurent Dufaux (exclu)
Pascal Hervé (exclu)
Armin Meier (exclu)
Christophe Moreau (exclu)
Didier Rous (exclu)
Neil Stephens (exclu)
Alex Zülle (exclu)